# Psammophis praeornatus
Psammophis praeornatus är en ormart som beskrevs av Schlegel 1837. Psammophis praeornatus ingår i släktet Psammophis och familjen snokar.
Arten förekommer i västra Afrika söder om Sahara och österut till Kamerun och Centralafrikanska republiken. Honor lägger ägg.

## Underarter
Arten delas in i följande underarter:
- P. p. gribinguiensis
- P. p. praeornatus